# 自由積
在數學的群論中，自由積（英語：free product）是從兩個以上的群構造出一個群的一種操作。兩個群G和H的自由積，是一個新的群G ∗ H。這個群包含G和H為子群，由G和H的元素生成，並且是有以上性質的群之中「最一般」的。自由積一定是無限群，除非G和H其一是平凡群。自由積的構造方法和自由群（由給定的生成元集合所能構造出的最一般的群）相似。
自由積是群範疇中的餘積。

## 建構方式
若G和H是群，以G和H形成的字是以下形式的乘積：
{\displaystyle s_{1}s_{2}\cdots s_{n},}
其中si是G或H的元。這種字可以用以下的操作簡化：
- 除去其中的（G或H的）單位元，
- 將其中的g1g2一對元素以其在G中的積代替，將其中的h1h2一對元素以其在H中的積代替。

每個簡約字都是G的元素和H的元素交替的積，例如：
{\displaystyle g_{1}h_{1}g_{2}h_{2}\cdots g_{k}h_{k}.}
自由積G ∗ H的元素是以G和H形成的簡約字，其上的運算是將兩字接合後簡化。
例如若G是無窮循環群<x>，H是無窮循環群<y>，則G ∗ H的元素是x的冪和y的冪交替的積。此時G ∗ H同構於以x和y生成的自由群。
設{\displaystyle (G_{i})_{i\in I}}是群的一個族。用{\displaystyle G_{i}}形成的字，也可以用上述操作簡化為簡約字。仿上可定義出{\displaystyle G_{i}}的自由積{\displaystyle *_{i\in I}G_{i}}。

## 展示
設
{\displaystyle G=\langle S_{G}\mid R_{G}\rangle }
是G的一個展示（SG是生成元的集合，RG是關係元的集合），又設
{\displaystyle H=\langle S_{H}\mid R_{H}\rangle }
是H的一個展示。那麼
{\displaystyle G*H=\langle S_{G}\cup S_{H}\mid R_{G}\cup R_{H}\rangle .}
即是G ∗ H是G的生成元和H的生成元所生成，而其關係是G的關係元和H的關係元所組成。（兩者都是不交併。）

## 性質
- 將{\displaystyle G_{i_{0}}}自然地映射到{\displaystyle *_{i\in I}G_{i}}的群同態是內射，故此這個群同態將{\displaystyle G_{i_{0}}}嵌入到{\displaystyle *_{i\in I}G_{i}}中為子群。

## 泛性質
自由積亦可由以下泛性質定義：設G是群，{\displaystyle (G_{i})_{i\in I}}是由群組成的一個族，有一族群同態{\displaystyle (\phi _{i}\colon G_{i}\to G)_{i\in I}}。那麼存在唯一的群同態{\displaystyle \phi \colon *_{i\in I}G_{i}\to G}，使得對所有{\displaystyle i_{0}\in I}都有
{\displaystyle \phi _{i_{0}}=\phi \circ \iota _{i_{0}}}
其中{\displaystyle \iota _{i_{0}}\colon G_{i_{0}}\to *_{i\in I}G_{i}}是把{\displaystyle G_{i_{0}}}嵌入到{\displaystyle *_{i\in I}G_{i}}中的群同態。

## 共合積
共合積（英語：或）是自由積的推廣。設G和H是群，又設F是另一個群，並有群同態
{\displaystyle \phi \colon F\to G} 及 {\displaystyle \psi \colon F\to H}
對F中所有元素f，在自由積G ∗ H中加入關係
{\displaystyle \phi (f)\psi ^{-1}(f)=e}
便得出其共合積。換言之，在G ∗ H中取最小的正規子群N，使得上式左方的元素都包含在內，則商群
{\displaystyle (G*H)/N}
就是共合積{\displaystyle G*_{F}H}。
共合積可視為在群範疇中圖表{\displaystyle G\leftarrow F\rightarrow H}的推出。
塞弗特－范坎彭定理指，兩個路徑連通的拓撲空間沿著一個路徑連通子空間接合的併，其基本群是這兩個拓撲空間的基本群的共合積。
共合積及與之相近的HNN擴張，是討論在樹上作用的群的Bass–Serre理論的基本組件。